# Melanie Büttner
Melanie Büttner (* 1972) ist eine deutsche Sexualtherapeutin sowie Fachärztin für Psychosomatische Medizin und Psychotherapie. Sie hat mehrere Bücher veröffentlicht und moderiert seit 2017 den Podcast Ist das normal?, in dem sie gemeinsam mit Sven Stockrahm Themen der Sexualität diskutiert.

## Biografie
Melanie Büttner wurde im Jahr 1972 geboren und bezeichnet sich selbst als Arbeiterkind. Ihr Abitur erlangte sie im Alter von rund 30 Jahren, danach studierte sie Humanmedizin in München. Zwischen 2007 und 2021 arbeitete sie am Münchener Klinikum rechts der Isar, erst als Doktorandin, dann als Ärztin und Wissenschaftlerin.

## Wirken
Melanie Büttner ist in der Deutschen Gesellschaft für Sexualforschung ausgebildete Sexualtherapeutin und Sexualmedizinerin und auch in der Supervision tätig. Sie ist Inhaberin einer eigenen Praxis für Sexual-, Trauma- und Psychotherapie und Dozentin für verschiedene Fortbildungsinstitute.
Verschiedene Medien haben Interviews mit ihr geführt, darunter Der Spiegel, Die Zeit, littleyears.de oder the Curvy Magazine. Im Fernsehen war Büttner bei Stern TV und der WDR-Sendung Ohjaaa! zu sehen. Sie moderierte die siebte Lange Nacht der Zeit.
Im Jahr 2015 interviewte sie die Band Tocotronic für Die Zeit.

## Veröffentlichungen
Büttner hat mehrere Beiträge zu Fachbüchern geleistet und zwischen 2014 und 2021 zwölf Beiträge in Fachzeitschriften veröffentlicht. Dazu ist sie Herausgeberin des Handbuchs Häusliche Gewalt (2020), in dem 48 Personen verschiedener Berufsgruppen mit Kontakt zu häuslicher Gewalt ihre Expertise teilen. Bereits 2018 veröffentlichte Büttner einen Sammelband Sexualität und Trauma – Grundlagen und Therapie traumaassoziierter sexueller Störungen,

„Der Zusammenhang zwischen Sexualität und Trauma wird hier aus vielen verschiedenen Perspektiven beleuchtet. Der Leser bekommt wertvolle Impulse, zum Mitnehmen in die eigene psychotherapeutische Denk- und Arbeitsweise.“

Das mit Sven Stockrahm und Alina Schadwinkel verfasste Buch Ist das normal? Sprechen wir über Sex, wie du ihn willst war auf der Auswahlliste zur Auszeichnung „Die schönsten deutschen Bücher 2020“ der Stiftung Buchkunst. Das Buch behandelt über sechs Kapitel verschiedene Facetten der Sexualität.

„Ein Buch, dessen Tonfall und Inhalt Standard sein sollte, für alle und alles, die und das sich mit sexueller Aufklärung beschäftigt.“

## Werke
Fachliteratur
- Melanie Büttner: Sexualität und Trauma – Grundlagen und Therapie traumaassoziierter sexueller Störungen. Klett-Cotta, 2018, ISBN 978-3-608-43188-9.
- Melanie Büttner: Handbuch Häusliche Gewalt. Klett-Cotta, 2020, ISBN 978-3-608-40045-8.

Buchbeiträge (Auswahl)
- M. Büttner, C. Dobos: Störungen der Sexualität. In: K. Fritzsche, C. Lahmann: Basiswissen Psychosomatische Medizin und Psychotherapie. Springer, 2020.
- M. Büttner: Sexual Disorders. In: K. Fritzsche, S. McDaniel, C. Wirsching, C. Lahmann: Psychosomatic Medicine. Springer, 2020.
- M. Sack, M. Büttner: Traumafolgestörungen. In: W. Rief, P. Henningsen (Hrsg.): Psychosomatik und Verhaltensmedizin. Schattauer, 2015.

Sachliteratur
- Melanie Büttner, Alina Schadwinkel, Sven Stockrahm: Ist das normal? Sprechen wir über Sex, wie du ihn willst. Beltz Verlag, Weinheim 2020, ISBN 978-3-407-86592-2.